# Hopwood, Worcestershire
Hopwood är en by i civil parish Alvechurch, i distriktet Bromsgrove, i grevskapet Worcestershire, i England. Byn är belägen 26,8 km från Worcester. Orten har 1 018 invånare (2016).